# Samavayo
Samavayo ist eine im Jahr 2000 gegründete deutsche Rockband, spezieller Stoner-Rock-Band aus Berlin. Das Wort samavayo ist Sanskrit, kommt von sam + ava + i, „zusammenkommen“ und bedeutet Eintracht, Einheit.

## Geschichte
Samavayo wurde 2000 von Gitarrist Marco Wirth, Sänger und Gitarrist Behrang Alavi und den Brüdern Stephan Voland (Schlagzeug) und Andreas Voland (Bass) gegründet. Die Band spielte ihr erstes Konzert im Kulturcentrum „Die Weiße Rose“, Berlin-Schöneberg. Die ersten beiden EPs 131 (2003) und Songs from the Drop-Outs (2004) wurden auf dem eigenen Label Setalight Records veröffentlicht. Das Debütalbum Death.March.Melodies! (30. September 2005) erschien im Digipack und 2006 als 12 Zoll Vinyl bei Nasoni Records, Berlin. Mit dem Lied Lovesick konnte man Samavayo erstmals im Berliner Radio (Motor FM) hören.
Nach Veröffentlichung ihres Debütalbums spielten Samavayo Supportshows für Internationale Rockbands, z. B. Soulfly, The Kooks, Biffy Clyro, Mustasch, Brant Bjork, Nebula. Insgesamt spielten Samavayo zwischen 2005 und 2010 ca. 350 Konzerte in Deutschland und Europa.
Anfänglich wurden Samavayo in der Stonerrock Szene eingegliedert. Mit den 2008 veröffentlichten EPs Black (Nasoni Records) und White (Sector B), welche von Kurt Ebelhäuser im Studio45 bei Koblenz produziert wurden, konnte die Band aber ihren eigenständigen Rock-Sound beweisen. Die Single Neovenator von der EP White wurde in verschiedenen Berliner Radios gespielt.
2008 und 2009 spielten Samavayo in Berlin am Tag der Deutschen Einheit auf der Hauptbühne am Brandenburger Tor ihre bis dato größten Konzerte vor über 400.000 Zuschauern. Ebenso traten sie bei den Festivals Rock am Ring, Highfield, Hurricane, Melt (2009) und Area 4 (2008) im Zelt auf.
2010 wurde das von Ken Jebsen, Marcus Birkle (Live-Gitarrist von Die Fantastischen Vier) und Samavayo produzierte Album One Million Things veröffentlicht (19. Februar 2010, Sector B / EMI Publishing). Die Singles Wait, Go und Rollin wurden in Rotation in einigen Deutschen Radios gespielt. Die Videos zu Wait und Go liefen auch auf dem Musiksender MTV. Die Single Rollin war Titelsong im Trailer der DTM auf dem deutschen TV-Sender DMAX während der Saison 2010 zu hören.
Mit dem Lied Teheran Girl engagierte sich Samavayo für die Grüne Revolution im Iran. Ein Porträt der Band, inkl. Interview mit Sänger Behrang Alavi, welcher gebürtiger Iraner ist, wurde am Abend des 12. Juni 2009 nach dem Wahlergebnis kurz vor Ausbruch der Revolution auf BBC Persia gesendet. Das Video zum Lied, welches kurz darauf veröffentlicht wurde, zeigt die eskalierte Gewalt auf den Straßen von Teheran der kommenden Tagen. Für den Song und das Video wurde Samavayo für den Freedom to Create Award 2009 nominiert. Das Album One Million Things wurde 2010 auch im Iran veröffentlicht, ebenso wurde Behrang Alavi im iranischen Dokumentarfilm Rock on Fans (Regie: Shahyar Kabiri) interviewed.
2011 erschien Cosmic Knockout, das dritte Album von Samavayo. Es geht wieder mehr in Richtung Stoner Rock und besinnt sich auf die psychedelischen Wurzeln der Band. Das Album wurde mit Hilfe des Tontechnikers Jens Güttes im eigenen Studio aufgenommen und produziert. Ebenso erschien Cosmic Knockout wieder auf dem eigenen Label Setalight. Im Iran erschien das Album im Januar 2012 auf Zurvan Records. 2012 wurde im Oktober das vierte Album mit dem Namen Soul Invictus auf Setalight veröffentlicht. Auf dem Album befindet sich das erste Lied von Samavayo mit persischem Text, Roozhaye Roshan (englisch „Days of Light“).
2012 erschien das vierte Album von Samavayo Soul Invictus, welches sich stark auf die Wurzeln besinnt. 2013 verließ Gitarrist Marco Wirth die Band.
Samavayo veröffentlichte 2014 die Split-EP From East to West and Back Again mit der kroatischen Band One Possible Option.
2016 erschien das fünfte Album Dakota, das Debütalbum als Trio. Das Album wurde von Richard Behrens (Live-Soundmann von Kadavar und Ex-Bassist von Samsara Blues Experiment) im Big Snuff Studio in Berlin in elf Tagen aufgenommen und gemischt.
2018 erschien die Split-EP The Fuzz Charger Split mit der schweizerischen Psychedelic-Blues-Stoner-Band Sons of Morpheus auf dem Label Sixteentimes Music. Samavayo steuerte die drei älteren Songs Rollin, Chopper und Justify bei, Sons of Morpheus weitere drei.
Im gleichen Jahr erschien das 6. Album der Band „Vatan“ auf dem Berliner Independent Musik-Label Noisolution und Samavayo werden in das Roster der Bookingagentur Sound Of Liberation aufgenommen, welche u. a. Bands wie Brant Bjork, Color Haze, My Sleeping Karma, Stoned Jesus und Greenleaf bucht.

## Stil
Die Musik von Samavayo orientiert sich stark an den Rockgrößen der 1970er und 1990er Jahre. Als hauptsächliche Einflüsse werden dabei immer wieder Kyuss, Led Zeppelin, Black Sabbath, die frühen Scorpions, Tool oder Queens of the Stone Age genannt. Typisch für Samavayo sind riffbasierende Rock-Arrangements mit melodiösem Gesang und einer präsenten Einbindung des Schlagzeugs, wie zum Beispiel bei dem Lied Rollin vom zweiten Album One Million Things aus dem Jahr 2010 oder Prevarication Nation vom 2018er Album Vatan.

## Diskografie

### Alben
- 2005: Death.March.Melodies! (Nasoni Records, produziert von Samavayo)
- 2010: One Million Things (Sector B Records, produziert von Samavayo, Ken Jebsen und Marcus Birkle)
- 2011: Cosmic Knockout (Setalight Records / Rookie Records, produziert von Samavayo)
- 2012: Soul Invictus (Setalight Records, produziert von Samavayo)
- 2016: Dakota (Setalight Records, produziert von Samavayo)
- 2018: Vatan (Noisolution)

### EPs
- 2003: 131 (Setalight Records, produziert von Samavayo)
- 2004: Songs from the Drop-Outs (Setalight Records, produziert von Samavayo)
- 2008: White (Sector B Records, produziert von Kurt Ebelhäuser)
- 2008: Black (Nasoni Records, produziert von Kurt Ebelhäuser)
- 2014: From East to West and Back Again (Split-EP, Setalight)
- 2015: Split mit The Grand Astoria (10" Vinyl, Setalight)
- 2018: The Fuzz Charger Split (12" Vinyl, Sixteentimes Music)[2][3]

### Singles
- 2005: Lovesick
- 2008: Neovenator
- 2009: Wait
- 2010: Go
- 2010: Rollin
- 2012: Nightmare
- 2016: Cross the Line
- 2018: Prevarication Nation
- 2018: Sirens